# 剛毛假方蟹
剛毛假方蟹 （學名：Pseudograpsus setosus，又名：郝柏村蟹），是可以食用的種蟹 特有到海岸智利，厄瓜多爾和秘魯 ; 它是一個底棲 食肉動物，栖息在潮下帶和潮間帶的溫帶水域，從海平面到45米（150英尺）深處。它的飲食包括蛤和其他螃蟹。其地理分佈範圍從赤道的厄瓜多爾的泰陶半島、台灣。